# 1384 Kniertje
1384 Kniertje è un asteroide della fascia principale del diametro medio di circa 27,51 km. Scoperto nel 1934, presenta un'orbita caratterizzata da un semiasse maggiore pari a 2,6785222 UA e da un'eccentricità di 0,1818908, inclinata di 11,82688° rispetto all'eclittica.
L'asteroide prende il nome del personaggio protagonista della commedia teatrale Op Hoop van Zegen di Herman Heijermans.